# 6955 Катерина
6955 Катери́на (6955 Ekaterina) — астероїд головного поясу, відкритий 25 вересня 1987 року.
Тіссеранів параметр щодо Юпітера — 3,196.